# الکساندر پونوماریوف (بازیکن فوتبال، زاده ۱۹۸۶)
الکساندر ولادیمیرویچ پونوماریوف (روسی: Александр Владимирович Пономарёв ; متولد ۲۵ ژانویه ۱۹۸۶) (به انگلیسی: Aleksandr Ponomaryov) یک فوتبالیست حرفه‌ای سابق روسیه است.

## حرفه باشگاهی
وی اولین بازی خود را در لیگ برتر فوتبال روسیه برای باشگاه فوتبال روستوف در بازی مقابل باشگاه فوتبال دینامو مسکو در ۱۱ آوریل ۲۰۰۹ انجام داد.